# ريتشارد أينهورن
ريتشارد أينهورن (بالإنجليزية: Richard Einhorn)‏ هو مؤلف موسيقى تصويرية وملحن أمريكي، ولد في 1952 في نيوآرك في الولايات المتحدة.

## وصلات خارجية
- ريتشارد أينهورن على موقع IMDb (الإنجليزية)
- ريتشارد أينهورن على موقع ميوزك برينز (الإنجليزية)
- ريتشارد أينهورن على موقع أول موفي (الإنجليزية)
- ريتشارد أينهورن على موقع أول ميوزيك (الإنجليزية)
- ريتشارد أينهورن على موقع ديسكوغز (الإنجليزية)
- ريتشارد أينهورن على موقع قاعدة بيانات الفيلم (الإنجليزية)